# Diego de Lepe
Diego de Lepe (Palos de la Frontera, 1440 — Portugal, 1515), foi um navegador espanhol.
Primo de Vicente Yáñez Pinzón, partiu do porto de Palos de la Frontera, no Sul da Espanha, no início de dezembro de 1499, e alcançou a costa do Brasil, na altura do cabo de Santo Agostinho (atual Pernambuco), em fevereiro de 1500. Navegou algumas milhas para o sul, observando que a costa se inclinava muito para o sudoeste, e então voltou, percorrendo em seguida a mesma trajetória da esquadra de Pinzón, que partira de Palos vinte dias antes. Lepe passou pela foz do rio Amazonas, ultrapassando o grupo de Pinzón. Após percorrer a costa das Guianas e navegar pelo mar do Caribe, retornou para a Espanha.
Sua relação profissional com Vicente foi tão próxima que os dois protagonizaram as primeiras explorações espanholas na América do Sul. Diego de Lepe partiu de Palos de la Frontera alguma semanas depois de seu primo. Ambos foram condecorados pelo rei da Espanha por terem descoberto o Brasil em janeiro de 1500, meses antes de Pedro Álvares Cabral.